# Дзерен
Дзерен, или монгольский дзерен, или зобатая антилопа (лат. Procapra gutturosa) — копытное животное рода дзеренов семейства полорогих.
Масса тела взрослых самцов 24—45 кг, в конце осени — до 52 кг, самок 20—38 кг (до 36 кг), длина тела самцов 105—148 см, самок 110—127 см, высота в холке самцов 62—84 см, самок 54—77 см, длина хвоста 9—12 см.
У самцов тёмно-серые или чёрные рога длиной 18—28 см, несколько отклонены назад, а у самок рогов нет. Хвост короткий, длиной около 10 см, светлый, зеркало большого размера, заходит выше хвоста. Окраска меха сверху желтовато-песчаная, белая снизу. У них прекрасно развито зрение. Продолжительность жизни самок до 10-11 лет, а самцов до 6-8 лет.
Дзерен — один из двух представителей антилоп, обитающих в России, и один из немногих видов диких копытных Евразии, сохранивших высокую численность и обширный ареал. Свойственные дзерену быстро меняющаяся стадность, эффективное и равномерное использование больших пространств позволяют ему выживать в суровых погодных условиях и обеспечивают виду относительное благополучие даже на фоне растущего антропогенного пресса. Для дзерена жизненно важны большие по площади и доступные территории с разными природно-климатическими условиями, в пределах которых животные совершают сезонные миграции и локальные кочевки, в том числе, для спасения от массовой гибели в периоды дзута (бескормица в зимний период в результате образования ледяной корки на поверхности снега), многоснежья или других природных катастроф.

## Распространение

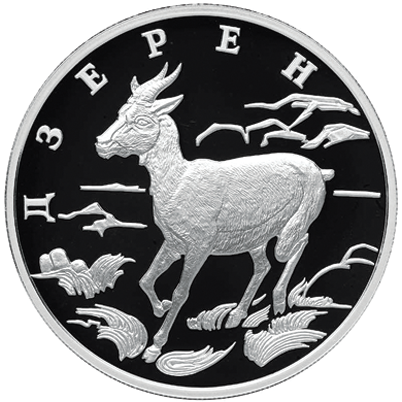
Дзерен. Монета Банка России. Серия «Красная книга», серебро, 1 рубль, 2006 г.

Обитает в степях и полупустынях Монголии, и в Китае (Внутренняя Монголия, Ганьсу), где узкая полоса распространения примыкает к границе с Монголией, а современная численность ограничена сотнями особей. На территории России ранее обитал в Чуйской степи (Горный Алтай) и Убсунурской котловине (Тува), а также в Юго-Восточном Забайкалье. Постепенно исчез везде к 1980-м годам, вновь при поддержке охранных мер восстановился в Юго-Восточном Забайкалье. Занесён в Красную книгу России (2020) со статусом редкости — 1 (исчезающий), статусом угрозы исчезновения — У (исчезающий), природоохранным статусом — I (требующий незамедлительного принятия комплексных мер, включая разработку и реализацию стратегии сохранения и плана действий). Кроме этого, дзерен включен в Красные книги республик Алтай (2017) и Бурятия (2013), Забайкальского края (2013). Во исполнение Федерального проекта «Сохранение биологического разнообразия и развитие экологического туризма» национального проекта «Экология» отнесен к числу приоритетных видов, требующих принятия первоочередных мер для восстановления и реинтродукции.
После долгого перерыва с 1992-93 годов дзерен вновь начал не только появляться, но и размножаться в России в границах Даурского заповедника. Восстановление в первое десятилетие проходило очень медленно и требовало серьёзных мер по борьбе с браконьерством, расширения охранных зон Даурского и Сохондинского заповедников создания государственного заказника федерального значения «Долина дзерена». В настоящее время эта антилопа широко распространена в степной части Юго-Восточного Забайкалья, где на базе Даурского заповедника, начиная с 2001 года реализована Программа восстановления дзерена в Забайкалье, поддержанная Сохондинским заповедником, природоохранными службами Читинской области и Забайкальского края. В степных районах региона обитают размножающиеся группировки дзерена, наибольшие из которых круглогодично живут под охраной Даурского заповедника в окрестностях Торейских озёр и в заказнике «Долина дзерена», а в зимний период на холодный период заходят стада мигрирующих группировок из Монголии. В зимы 2018—2020 годов произошли самые массовые за предыдущие сто лет заходы дзеренов на зимовку. Во время этих миграций в пределы Забайкальского края ежегодно на 4-7 холодных месяцев широким фронтом заходило до 90-100 тыс. голов. В указанные годы не все дзерены возвращались в Монголию после зимовки, что способствовало увеличению общего количества животных (до 30-40 тыс.ос.), остававшихся на размножение в России. Повышение массовости миграций и интенсивности вселения дзеренов в забайкальские степи связано с многолетней засухой, происходившей на фоне роста поголовья скота в Монголии и другими факторами. В 2021 г. на фоне чрезмерного для дзерена повышения увлажненности территории, отмечен усиленный отток антилоп из Забайкальского края в Монголию. Появление дзерена на территории России — яркое проявление пульсации границ ареала на фоне цикличных изменений климата и быстрого увеличения численности и расселения материнских группировок. Сначала единичное, потом все более массовое появление дзерена в пределах России поддержаны эффективной многолетней работой природоохранных организаций и служб. Эти меры в значительной мере устранили главную причину исчезновения вида в СССР — чрезмерную охоту и её наиболее истребительный и запрещенный действующим законодательством способ — преследование и добычу животных с применением механического транспорта. Устойчивость восстановления дзерена в Забайкалье будет подтверждена, если антилопы не уйдут в Монголию из-за повышения годовой суммы осадков в течение ближайших одного-двух десятков лет.

## Размножение
В крупных мигрирующих группировках для родов дзерены используют мало изменяющиеся в течение многих лет обширные и обычно вытянутые в длину участки, называемые родильными домами. В небольших группировках эта особенность вида также проявляется, но пока количество особей небольшое самки стараются рожать не близко друг к другу в местах с куртинами высокой травы, что повышает выживаемость детенышей. Самки приступают к размножению на втором году жизни. В Забайкалье рождение молодняка проходит между 16 июня и 15 июля, а наиболее интенсивный период отёла приходится на 20 июня — 5 июля. Для дзерена характерна низкая плодовитость: детеныш, как правило, рождается один, и лишь у 2-4 % самок — двойни. Из взрослых самок в размножении участвуют 96-98 %.

## Питание
Питаются дзерены широким спектром травянистых растений, в меньшей степени — побегами кустарников. В сухие летние месяцы предпочитают участки с вегетирующими частями растений, богатыми водой. Зимой охотней соцветия и другие наиболее питательные части растений, а также полыни, в которых на зиму в надземной части остается значительная часть протеина. В зимний период в бесснежных местах с песчаной почвой копытят, доставая питательные подземные части растений. В водопоях остро нуждаются лишь в весенний и осенний периоды при отсутствии зелёной травы и снега.

## Подвиды
Дзерен образует 2 подвида:
- Procapra gutturosa gutturosa — Монгольский дзерен[9], номинативный подвид;
- Procapra gutturosa altaica — Алтайский дзерен[9], имеет несколько более тёмную шерсть, более широкий череп, более крупные коренные зубы и более широко расставленные рога; в остальном очень похож на номинативный подвид; обитает на Алтае[9].

Ввиду незначительных морфологических отличий от номинативного некоторые исследователи считают выделение второго подвида неоправданным.